# ويليام بيلي (سياسي)
ويليام بيلي هو سياسي كندي، ولد في 9 نوفمبر 1889، وتوفي في 7 ديسمبر 1975. حزبياً، نشط في إتحاد مزارعي ألبرتا ‏. وقد انتخب عضو الجمعية التشريعية ألبرتا.